# Флаг Росприроднадзора
Флаг Росприроднадзора является официальным символом, указывающим на принадлежность к Федеральной службе по надзору в сфере природопользования (Росприроднадзор). Учреждён 13 июня 2006 года постановлением Правительства Российской Федерации № 368.

## Флаг
Флаг Федеральной службы по надзору в сфере природопользования представляет собой прямоугольное полотнище зелёного цвета. В крыже расположено изображение Государственного флага Российской Федерации. В правой половине полотнища расположено изображение эмблемы Федеральной службы по надзору в сфере природопользования.
Ширина полотнища флага составляет 2/3 его длины. Длина и ширина изображения Государственного флага Российской Федерации составляют соответственно 1/2 длины и ширины полотнища флага Федеральной службы по надзору в сфере природопользования. Высота изображения эмблемы Федеральной службы по надзору в сфере природопользования составляет 1/2 ширины флага, ширина — 1/3 его длины.
Изображение эмблемы Федеральной службы по надзору в сфере природопользования расположено на расстоянии 1/4 ширины полотнища флага от его нижнего и правого краёв.

## Эмблема

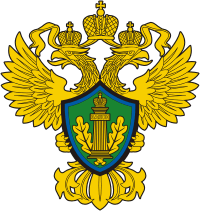
Эмблема Росприроднадзора.

Эмблема Федеральной службы по надзору в сфере природопользования представляет собой изображение двуглавого орла с поднятыми крыльями золотистого цвета. Орёл увенчан двумя малыми коронами и одной большой короной (над ними), соединёнными лентой. В лапах орла — заострённый в оконечности и в головной части щит. Поле щита зелёное. В поле щита — золотой «столп Закона», наложенный на дубовые листья. Щит обрамлен чёрно-синей каймой.
Допускается использование в качестве самостоятельных эмблем Федеральной службы по надзору в сфере природопользования изображения щита, в котором помещён «столп Закона», наложенный на дубовые листья (средняя эмблема), а также изображения «столпа Закона», наложенного на дубовые листья (малая эмблема).
Эмблема Федеральной службы по надзору в сфере природопользования может выполняться в одноцветном изображении.